# Генеральная прокуратура Туркменистана
Генеральная Прокуратура Туркменистана — подотчётный президенту Туркменистана государственный орган, осуществляющий надзор за точным и единообразным соблюдением законов государства, актов Президента и Кабинета Министров Туркменистана, а также постановлений Парламента Туркменистана.

## История
| №   | Ф.И.О.                 | Дата начала и окончания работы на посту |
| 1.  | Курбанмухаммед Касымов | март 1991 — 7 января 1993               |
| 2.  | Байраммурад Аширлиев   | 7 января 1993 — 3 апреля 1997           |
| 3.  | Курбанбиби Атаджанова  | 3 апреля 1997 — 10 апреля 2006          |
| 4.  | Мухаммедкули Огшуков   | 10 апрель, 2006 — март 2008             |
| 5.  | Чары Ходжамурадов      | 2 марта 2008 — 4 октября 2011           |
| 6.  | Яранмырат Язмырадов    | 4 октябрь 2011 — август 2013 года       |
| 7.  | Аманмырат Халлыев      | август 2013 — 5 мая 2017 года           |
| 8.  | Батыр Атдаев           | 12 мая 2017 — 4 июня 2022               |
| 9.  | Сердар Мяликгулыев     | 5 июля 2022 — 16 января 2024            |
| 10. | Бегмурат Мухамедов     | 16 января 2024 — по настоящее время     |

## Увольнение лиц с двойным гражданством
В сентябре 2011 года из Генеральной прокуратуры Туркменистана был уволен ряд сотрудников, после того как выяснилось что наряду с туркменским имели также и гражданство Российской Федерации, а Конституцией Туркменистана запрещено иметь двойное гражданство. А позже, 4 октября 2011 года, президент Туркменистана Гурбангулы Бердымухамедов уволил генерального прокурора Чары Ходжамырадова с формулировкой «по состоянию здоровья». Несмотря на это, на общем собрании коллектива прокуратуры было заявлено, что выявление людей имеющих двойное гражданство будет продолжено, несмотря на то, что эта история попала на страницы зарубежной прессы и в эфиры российских телеканалов.